# Asortatividad
La asortatividad es la preferencia de los nodos de una red por unirse a otros que le son similares en alguna característica. A pesar de que la medida específica de similitud puede variar, los teóricos de redes frecuentemente estudian la asortatividad en función del grado de los nodos. Esta característica sirve para aproximar los modelos de redes complejas al comportamiento de muchas redes reales.
Frecuentemente se encuentran correlaciones entre los nodos de redes que tienen grado similar. Además, en las redes sociales, los nodos con alta conectividad tienden a conectarse a otros que tiene un grado alto. Esta tendencia se denomina asortatividad. Por otro lado, las redes tecnológicas y biológicas tiende a mostrar comportamiento disortativo ya que los nodos con alto grado tienden a conectarse con los nodos de bajo grado.

## Midiendo la asortatividad
La asortatividad se presenta como la correlación entre dos nodos. Sin embargo, existen diferentes formas de medir dicha correlación. Las medidas más utilizadas son el coeficiente de asortatividad y la conectividad. Estas medidas se detallan más ampliamente a continuación

### Coeficiente de asortatividad
El coeficiente de asortatividad se trata del coeficiente de correlación de Pearson de los grados entre dos pares de nodos conectados. Valores positivos de r indican que existe una correlación entre nodos con grado similar, mientras que un valor negativo indica correlaciones entre nodos de diferente grado. En general, r toma un valor comprendido entre -1 y 1. Cuando r = 1, se dice que la red es totalmente asortativa, cuando r = 0 la red es no asortativa y cuando r = -1 la red es disortativa.
El coeficiente de asortatividad viene dado por {\displaystyle r={\frac {\sum _{jk}{jk(e_{jk}-q_{j}q_{k})}}{\sigma _{q}^{2}}}}.

## Aplicación
Las propiedades de asortatividad son útiles en el campo de la epidemiología porque pueden ayudar a comprender la propagación de enfermedades. Por ejemplo, eliminar una porción de los nodos de una red puede corresponder a curar, vacunar o poner en cuarentena células. Desde que se demostró que las redes sociales son asortativas, se sabe que enfermedades dirigidas a individuos con alto grado tienden a propagarse a otros individuos altamente conectados, por ejemplo las enfermedades de transmisión sexual en una red de contactos sexuales. Alternativamente, dentro de las redes celulares, como las redes biológicas son altamente disortativas, las estrategias de vacunación dirigidas a los nodos con alto grado pueden destruir rápidamente la epidemia.